# سليم (فلم)
سليم أو (سليم: الرجل المقاتل) (بالإنجليزية: Saleem) هو فيلم تابع لسينما تيلوغو صدر 11 ديسمبر 2009، وهو من بطولة إليانا دي كروز و فيشنو مانشو، وقد طرأ على مدة الفيلم تغييرات بحيث تمت إزالة 21 دقيقة بسبب بعض اللقطات التي اعتبرها النقاد غير لائقة للمشاهدين، وهذه اللقطات هي عبارة عن مشاهد مغرية أدتها إليانا دي كروز، كما طرأ تغيير على اسم الفيلم في بعض البلدان بحيث أصبح يحمل اسم (Saleem:The Fighting Man) عوض الاسم الأصلي.

## طاقم العمل
- مانشو فيشنو : سليم - مونا
- إليانا دي كروز : ساتيا

...

## روابط خارجية
- مقالات تستعمل روابط فنية بلا صلة مع ويكي بيانات
- الموقع الرسمي